# Kirchhoffs træsætning
Kirchhoffs træsætning - (Kirchhoff's theorem) - der er opkaldt efter Gustav Kirchhoff, er en meget anvendt sætning indenfor det matematiske område grafteori. 
Sætningen omhandler antallet af udspændende træer i en graf. 
Nogle sætninger som følger af Kirchhoffs træsætning er Cayleys formel, som omhandler antallet af udspændende træer i komplette grafer, samt Scoins formel som omhandler antallet af udspændende træer i de komplette todelte grafer.

## Kirchoffs træsætning
Lad {\displaystyle K} være konduktansmatricen for en sammenhængende graf {\displaystyle \Gamma } og lad {\displaystyle K_{i}} være den matrix, der fås af {\displaystyle K} ved at man sletter række {\displaystyle i} og søjle {\displaystyle i}. Da er
{\displaystyle det(K_{i})=\tau (\Gamma )\,},
hvor {\displaystyle \tau (\Gamma )} er antallet af udspændende træer i {\displaystyle \Gamma }.